# Gschwend (Nesselwang)
Gschwend ist ein Gemeindeteil des Marktes Nesselwang im bayerisch-schwäbischen Landkreis Ostallgäu.

## Geographie
Das Dorf liegt nordwestlich des Kernortes Nesselwang und nordöstlich des Nesselwanger Gemeindeteils Reichenbach. Nördlich und östlich des Ortes verläuft die St 2520 und südlich die Kreisstraße OAL 1, nördlich fließt die Wertach.

## Baudenkmäler
In der Liste der Baudenkmäler in Nesselwang sind für Gschwend drei Baudenkmäler aufgeführt, darunter die 1698 erbaute katholische Kapelle St. Joseph, ein Satteldachbau mit Rundbogenfenstern und Glockenstuhl.